# Jenkin Lloyd Jones
Jenkin Lloyd Jones, född 14 november 1843 i Cardiganshire, Wales, död 12 september 1918 Tower Hill Wisconsin var en unitarisk präst och morbror till Frank Lloyd Wright. Han grundade All Souls Unitarian Church i Chicago, USA.

## Biografi
Jenkin Lloyd Jones föddes på landet i västra Wales, var sjunde barnet till Richard Lloyd Jones och Mary Thomas James. När han var ett halvår gammal emigrerade familjen till USA och slog sig ner i Ixonia, Wisconsin. Han växte upp på en farm som ett par släktingar hade uppodlat. Efter tio år flyttade hela familjen till Spring Green, Wisconsin. Jones deltog i det Amerikanska inbördeskriget och stred vid slagen Vicksburg,  Chattanooga och Missionary Ridge. När han entledigades 1865 var han en övertygad motståndare till krig och blev pacifist resten av sitt liv.

### Unitarisk präst
Efter kriget återvände Jones till familjens jordbruk i Wisconsin. Året därpå började han studera teologi vid ett seminarium i Meadville, Pennsylvania och blev unitarisk präst. Han tjänstgjorde Winnetka, Illinois 1870-1871 och Janesville, Wisconsin 1871 1880. Därefter började han missionera i södra Chicago och grundade All Souls Church där han var pastor resten av sitt liv. Jones började undervisa ungdomar i religion och filosofi. Bland hans elever var systerson Frank Lloyd Wright och Ruth Randall. 1886 lät han bygga kapellet Unity Chapel ritat av Frank Lloyd Wright. 1899 vigde han Ruth Randall med den svenske ingenjören Sigfrid Edström i Randalls hem i Chicago.

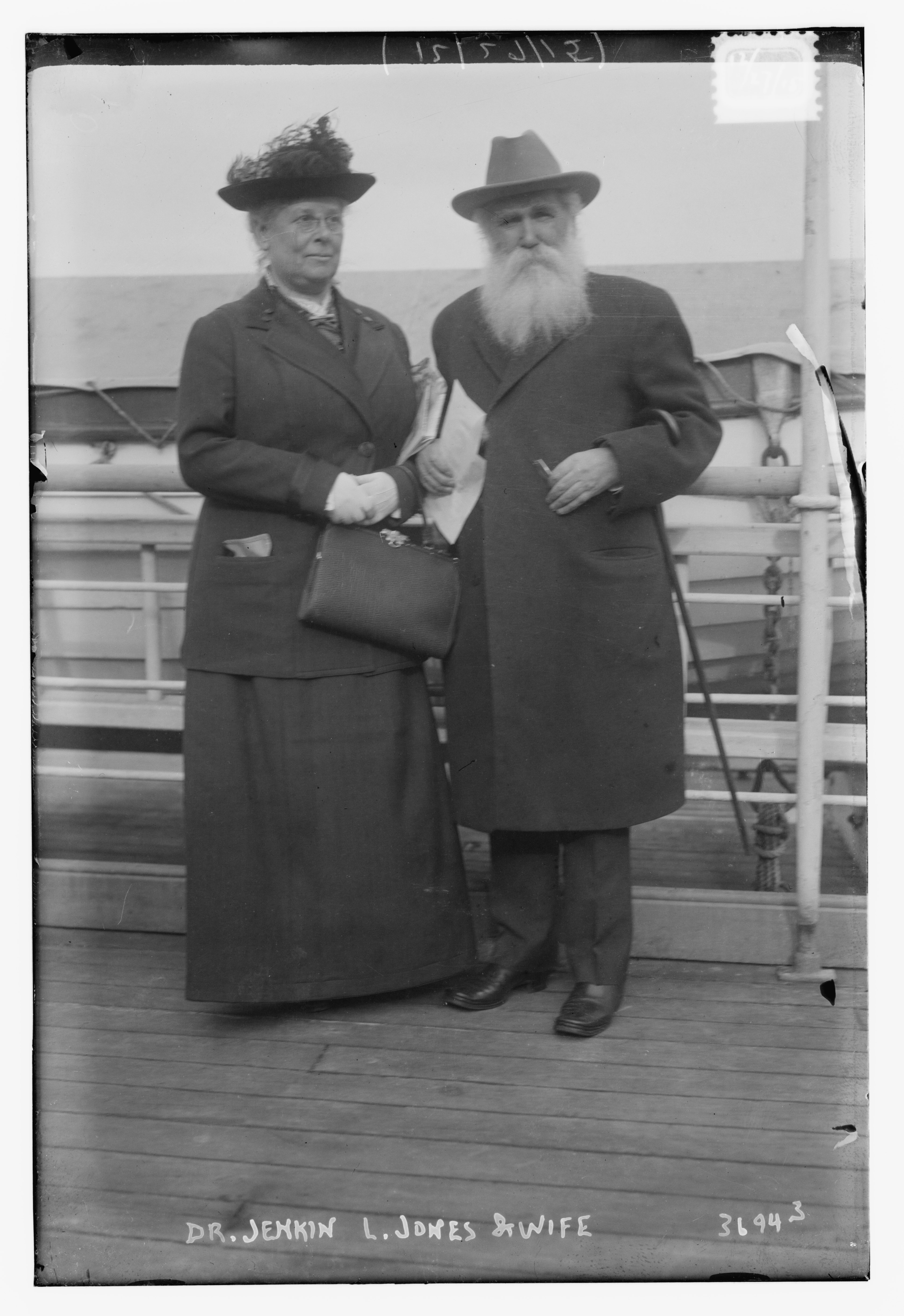
Jenkin Lloyd Jones med fru 6 december 1915

### Familj
Jones träffade Susan Charlotte Barber under sin till vid seminariet i Meadville. Hennes föräldrar var unitarianer och de gifte sig efter hans examen till unitarisk präst och fick två barn, Mary och Richard Lloyd Jones.

## Politiskt engagemang
Jones grundade den liberala, religiösa veckotidskriften Unity 1889. Han stödde den tidiga fackföreningsrörelsen och hemgården Hull House i Chicago. Han predikade mot Spansk-amerikanska kriget.
Under första världskriget deltog Jones i Henry Fords fredsresa på det chartrade fartyget Peace Ship 1915. Han kom till Grand Hotell i Stockholm och träffade sin gamla elev Ruth Randall Edström.